# 巴音布鲁克草原
巴音布鲁克（意为“茂盛的泉水”）是中国新疆巴州和静县西部的一个地区，和静县在这里撤区设立2乡2镇，即额勒再特乌鲁乡、巴音郭愣乡、巩乃斯镇、巴音布鲁克镇。清代这里也叫裕勒都斯（因开都河也叫裕勒都斯河得名），为新疆南部主要的草场，巴音布鲁克草原是中國第二大的草原。这里也是电影《飞驰人生》拉力赛部分的主要拍摄地。

## 地理
巴音布鲁克地区是中国国家重点保护湿地，巴音布鲁克国家级自然保护区是中国世界自然遗产“新疆天山”组成部分之一。位于新疆巴音郭楞蒙古自治州和静县西北、天山山脉中部的山间盆地中，四周为雪山，国道217线穿過。距库尔勒市363公里，由大、小珠勒图斯两个高位山间盆地和山区丘陵草场组成，草原东西长270公里，南北宽136公里，总面积23835平方公里，可利用草场面积20519平方公里，平均海拔在1500米至2500米之间。四周山体海拔均在3000米以上。为典型的高寒草原草场、高寒草甸草场、高寒沼泽草场和山地草甸草场。广袤的草原宛如巨大的绿色地毯，将整个大地覆盖。草原地势平坦，水草丰盛，是典型的禾草草甸草原，也是新疆最重要的畜牧业基地之一。
巴音布鲁克草原地处天山隆起带的山间盆地，属中生代山间断陷。盆底被第四纪沉积物覆盖。是集山岳、盆地、草原为一体的自然风景区。草原水源补给以冰雪溶水和降雨混合为主，部分地区有地下水补给，形成了大量的沼泽草地和湖泊。巴音布鲁克草原共有大小13处泉水，7个湖泊，以及还有20条河流。草原中部的额尔宾山东西绵延170公里，南北宽约50公里，将巴音布鲁克大草原一分为二，形成两个盆地。千余眼泉水分布于整个草原，与冰雪融水一起形成巴州的母亲河——开都河。古老的开都河穿越两盆地之间，使草原上形成大大小小的牛轭湖、沼泽湿地。

## 歷史
明代和清前期，漠西卫拉特蒙古的辉特部游牧于裕勒都斯河流域（今巴音布鲁克草原）。
1676年夏，因为与准噶尔部噶尔丹的冲突，和硕特部鄂齐尔图汗及额尔德尼洪台吉、楚琥尔乌巴什等率领万余人，到达辉特部所在地裕勒都斯河流域。後和硕特东迁青海，该地为准噶尔汗国兼并，属“克里野特鄂拓克”游牧之所”。
清代官修《西域图志·卷十二》中称其为“裕勒都斯”，记载其“旧对音为朱尔都斯，在空格斯东南二百里，逾山而至。东西六百里，南北二百里。巴伦（西）裕勒都斯郭勒东流，准（东）裕勒都斯郭勒西南流，合而东流经其地。四面皆山，地饶水草，宜畜牧，伊犁东南屏嶂也”。乾隆三十六年（1771年）正月，渥巴锡率领土尔扈特为主、包括部分和硕特等卫拉特蒙古，3.3万余户共16.9万人，持家带口，赶护牲畜，携运辎重，自俄国境内伏尔加河下流起程返归西蒙古故土（继续留在伏尔加河西岸的即現在的卡尔梅克人）。清政府对归来的蒙古民众进行优渥抚待，并特赐水草肥美之地供他们游牧。乾隆三十七年（1772年）春及三十八年（1773年）夏，伊犁将军舒赫德奉乾隆帝之命，对土尔扈特部的牧地做了具体的安置。乾隆帝封渥巴锡为汗，所属部落原来被安置在斋尔（今新疆额敏县西南一带）游牧，後改赐气候适宜、水草丰美的珠勒都斯草原给他，1774年移居之。
和静县在这里原设“巴音布鲁克区”，包括4个乡（额勒再特乌鲁乡、巴音乌鲁乡、巴音郭楞乡、巩乃斯沟乡），总面积23835平方公里。2009年，撤销巴音乌鲁乡，改设巴音布鲁克镇，同时撤销巴音布鲁克区公所，与巴音布鲁克镇合并，区公所原管辖的乡、场由和静县政府直接管理。2011年，巩乃斯乡撤乡建镇。

## 生態
巴音布鲁克大草原由于受人类活动影响较小，保存了世界上多种的稀有物种，成为天鹅等野生动物理想的繁殖栖息地。其中鸟类23科128种；兽类12科24种；爬行类动物2科4种，两栖类2科2种，鱼科2科5种及多种无脊椎动物等。景观基本都处于原始状态，具有垄断性和不可替代性。巴音布鲁克草原地势起伏辽阔，植物种类繁多，自然生态优良。放牧着60多万头（只）牛羊，是新疆的牧业基地之一。这里盛产着焉耆天山马、巴音布鲁克大尾羊、中国美利奴羊和牦牛。巴音布鲁克草原上还有栖息着中国最大野生天鹅种群的天鹅保护区、避暑胜地巩乃斯森林公园、拥有可治病温泉的阿尔夏景区等。

## 人文
2001年人口普查时，原巴音布鲁克区4个乡镇的总人口为13528。其中蒙古族约有1万，是一个比较集中的蒙古族聚居区，有藏传佛教寺院数座，那达慕大会在农历六月初四至初六到舉行。

### 其他同名地点
- 巴彦布拉格苏木 (巴彦洪戈尔省)（英语：Bayanbulag），蒙古国巴彦洪戈尔省下辖的苏木
- 巴彦布拉克 (外贝加尔边疆区)（俄语：Баян-Булак），俄罗斯外贝加尔边疆区阿加布里亚特区的首府阿金斯科耶区下辖的村